# Campeonato Europeu de Futebol Sub-17
O Campeonato Europeu de Futebol Sub-17 é um campeonato de futebol organizado pela UEFA, realizado desde 1982. Até 2001, o limite de idade do torneio era de 16 anos. Desde então, o limite passou para 17 anos.
O torneio é disputado anualmente e distribui vagas para o Copa do Mundo FIFA Sub-17, que se disputa no mesmo ano.

## Vencedores
| País            | Campeão                                                  | Vice-campeão                           | Terceiro lugar             | Quarto lugar               | Semifinalistas(1)          |
| --------------- | -------------------------------------------------------- | -------------------------------------- | -------------------------- | -------------------------- | -------------------------- |
| Espanha         | 9 (1986, 1988, 1991, 1997, 1999, 2001, 2007, 2008, 2017) | 6 (1990, 1995, 2003, 2004, 2010, 2016) | 3 (1985, 1998, 2006)       | 2 (1989, 2002)             | –                          |
| Portugal        | 7 (1989, 1995, 1996, 2000, 2003, 2016, 2025)             | 2 (1988, 2024)                         | 1 (2004)                   | 3 (1990, 1992, 1998)       | 1 (2014, 2022)             |
| Alemanha        | 4 (1984, 1992, 2009, 2023)                               | 6 (1982, 1989, 1991, 2011, 2012, 2015) | 4 (1988, 1995, 1997, 1999) | 4 (1985, 1986, 1988, 2006) | 2 (2016, 2017)             |
| Países Baixos   | 4 (2011, 2012, 2018, 2019)                               | 3 (2005, 2009, 2014)                   | 1 (2000)                   | –                          | 2 (2008, 2016)             |
| Itália          | 3 (1982, 1987, 2024)                                     | 6 (1986, 1993, 1998, 2013, 2018, 2019) | 2 (1992, 2005)             | –                          | 2 (2009, 2025)             |
| França          | 3 (2014, 2015, 2022)                                     | 5 (1996, 2001, 2002, 2008, 2025)       | 2 (1987, 1989)             | 3 (1991, 1993, 1995)       | 3 (2007, 2010, 2019)       |
| Inglaterra      | 2 (2010, 2014)                                           | 2 (2007, 2017)                         | 2 (1984, 2002)             | 3 (2001, 2003, 2004)       | 2 (2011, 2018)             |
| Rússia          | 2 (2006, 2013)                                           | 2 (1984, 1987)                         | 1 (1986)                   | –                          | 1 (2015)                   |
| Turquia         | 2 (1994, 2005)                                           | –                                      | –                          | 1 (1987)                   | 3 (2008, 2010, 2017)       |
| Tchéquia        | 1 (1990)                                                 | 2 (2000, 2006)                         | 1 (1993)                   | 1 (1999)                   | –                          |
| União Soviética | 1 (1985)                                                 | 2 (1984, 1987)                         | 1 (1986)                   | –                          | –                          |
| Polónia         | 1 (1993)                                                 | 1 (1999)                               | –                          | –                          | 1 (2012)                   |
| Suíça           | 1 (2002)                                                 | –                                      | –                          | 1 (1997)                   | 1 (2009)                   |
| Irlanda         | 1 (1998)                                                 | –                                      | –                          | –                          | –                          |
| Grécia          | –                                                        | 1 (1985)                               | 1 (1991)                   | 2 (1996, 2000)             | –                          |
| Áustria         | –                                                        | 1 (1997)                               | 1 (2003)                   | 1 (1994)                   | –                          |
| Iugoslávia      | –                                                        | 1 (1990)                               | 1 (1982)                   | 1 (1984)                   | –                          |
| Dinamarca       | –                                                        | 1 (1994)                               | –                          | –                          | 1 (2011)                   |
| Bélgica         | –                                                        | –                                      | –                          | –                          | 4 (2007, 2015, 2018, 2025) |
| Croácia         | –                                                        | –                                      | 1 (2001)                   | 1 (2005)                   | –                          |
| Ucrânia         | –                                                        | –                                      | 1 (1994)                   | –                          | –                          |
| Israel          | –                                                        | –                                      | 1 (1996)                   | –                          | –                          |
| Geórgia         | –                                                        | –                                      | –                          | –                          | 1 (2012)                   |
| Eslováquia      | –                                                        | –                                      | –                          | –                          | 1 (2013)                   |
| Suécia          | –                                                        | –                                      | –                          | –                          | 1 (2013)                   |
| Escócia         | –                                                        | –                                      | –                          | –                          | 1 (2014)                   |
| Finlândia       | –                                                        | –                                      | –                          | 1 (1982)                   | –                          |

## Prêmios

### Jogador de Ouro
| Torneio            | Jogador de Ouro   |
| ------------------ | ----------------- |
| Dinamarca 2002     | Wayne Rooney      |
| Portugal 2003      | Miguel Veloso     |
| França 2004        | Cesc Fàbregas     |
| Itália 2005        | Nuri Şahin        |
| Luxemburgo 2006    | Toni Kroos        |
| Bélgica 2007       | Bojan Krkić       |
| Turquia 2008       | Danijel Aleksić   |
| Alemanha 2009      | Mario Götze       |
| Liechtenstein 2010 | Connor Wickham    |
| Sérvia 2011        | Kyle Ebecilio     |
| Eslovênia 2012     | Max Meyer         |
| Eslováquia 2013    | Anton Mitryushkin |
| Malta 2014         | Steven Bergwijn   |
| Bulgária 2015      | Odsonne Édouard   |
| Azerbaijão 2016    | José Gomes        |
| Croácia 2017       | Jadon Sancho      |